# Twierdzenie Gaussa-Lucasa
Twierdzenie Gaussa-Lucasa podaje geometryczną zależność pomiędzy zespolonymi zerami wielomianu {\displaystyle p(z)} a zerami jego pochodnej {\displaystyle p'(z)} na płaszczyźnie zespolonej {\displaystyle \mathbb {C} .} Stwierdza ono, że miejsca zerowe pochodnej wielomianu leżą w otoczce wypukłej zbioru zer wyjściowego wielomianu. Ponieważ niezerowy wielomian posiada skończoną liczbę miejsc zerowych, więc otoczka wypukła jego zer jest najmniejszym wypukłym wielokątem na płaszczyźnie zawierającym te zera. Twierdzenie odwrotne również jest prawdziwe
W pewnym stopniu twierdzenie to jest podobne do twierdzenia Rolle’a z rachunku różniczkowego funkcji jednej zmiennej, z którego wynika, że pomiędzy dwoma zerami funkcji różniczkowalnej istnieje zero jej pochodnej. Jednak twierdzenie Rolle’a dotyczy dowolnej funkcji różniczkowalnej (wielomiany rzeczywiste są tylko szczególnym przypadkiem), ale z drugiej strony geometria twierdzenie Rolle’a jest bardzo elementarna, gdyż dotyczy ona jednowymiarowej linii prostej {\displaystyle \mathbb {R} ,} podczas gdy twierdzenie Gaussa-Lucasa opisuje rozmieszczenie zer na dwuwymiarowej płaszczyźnie.

## Formalna wypowiedź
Jeżeli {\displaystyle p} jest różnym od stałej wielomianem o współczynnikach zespolonych, to wszystkie zera wielomianu {\displaystyle p'} należą do wypukłej otoczki zbioru zer wielomianu {\displaystyle p.}

## Dowód
Dowód tego twierdzenia jest stosunkowo prosty i opiera się przede wszystkim na zasadniczym twierdzeniu algebry. Z twierdzenia tego wiemy, że każdy wielomian zespolony można rozłożyć na czynniki pierwsze postaci {\displaystyle z-z_{k},} gdzie {\displaystyle z_{k}} to pierwiastki wielomianu. Niech więc {\displaystyle p(z)} będzie wielomianem stopnia {\displaystyle n\geqslant 1,} którego pierwiastki (niekoniecznie różne) to {\displaystyle z_{1},\dots ,z_{n}\in \mathbb {C} .} Zatem mamy
{\displaystyle p(z)=a_{n}(z-z_{1})(z-z_{2})\ldots (z-z_{n}),}
gdzie {\displaystyle a_{n}\neq 0} jest współczynnikiem wielomianu przy najwyższej potędze {\displaystyle z^{n}.}
Policzmy teraz pochodną wielomianu tak zapisanego:
{\displaystyle p'(z)=a_{n}((z-z_{2})\ldots (z-z_{n})+(z-z_{1})(z-z_{3})\ldots (z-z_{n})+\ldots +(z-z_{1})(z-z_{2})\ldots (z-z_{n-1})),}
i podzielmy {\displaystyle p'(z)} przez {\displaystyle p(z),} co daje
{\displaystyle {\frac {p'(z)}{p(z)}}=\sum _{k=1}^{n}{\frac {1}{z-z_{k}}}.}
Niech {\displaystyle w\in \mathbb {C} } będzie dowolnym pierwiastkiem pochodnej: {\displaystyle p'(w)=0.} Jeżeli {\displaystyle w\in \{z_{1},\dots ,z_{n}\},} to nie ma czego dowodzić, gdyż oczywiście wtedy {\displaystyle w} należy do otoczki wypukłej zbioru {\displaystyle \{z_{1},\dots ,z_{n}\}.} Niech więc {\displaystyle w\notin \{z_{1},\dots ,z_{n}\},} to z powyższej równości otrzymamy
{\displaystyle \sum _{k=1}^{n}{\frac {1}{w-z_{k}}}=0,}
co po skorzystaniu z elementarnej tożsamości {\displaystyle z^{-1}={\overline {z}}/|z|^{2}} daje
{\displaystyle \sum _{k=1}^{n}{\frac {{\overline {w}}-{\overline {z_{k}}}}{\vert w-z_{k}\vert ^{2}}}=0.}
Biorąc teraz sprzężenie zespolone obu stron, otrzymamy
{\displaystyle \sum _{k=1}^{n}{\frac {w-z_{k}}{\vert w-z_{k}\vert ^{2}}}=0,}
co po przekształceniu daje
{\displaystyle \left(\sum _{k=1}^{n}{\frac {1}{\vert w-z_{k}\vert ^{2}}}\right)w=\sum _{k=1}^{n}{\frac {1}{\vert w-z_{k}\vert ^{2}}}z_{k}.}
Oznaczając
{\displaystyle t_{k}=\left({\frac {1}{\vert w-z_{k}\vert ^{2}}}\right)/\left(\sum _{j=1}^{n}{\frac {1}{\vert w-z_{j}\vert ^{2}}}\right),}
mamy {\displaystyle t_{1},\dots t_{n}\in [0,1],\quad \sum _{k=1}^{n}t_{k}=1} oraz
{\displaystyle w=\sum _{k=1}^{n}t_{k}z_{k},}
co jest kombinacją wypukłą wektorów {\displaystyle z_{1},\dots ,z_{n}.}